# الكأس الممتاز الليبي
الكأس الممتاز الليبي أو كأس السوبر الليبي هي بطولة كرة قدم ليبية يُشرف عليها الاتحاد الليبي لكرة القدم منذ سنة 1997، وتجمع بين بطل الدوري الليبي وبطل كأس ليبيا.

## الأبطال
1. الاتحاد: 11 مرة (1999 - 2002 - 2003 - 2004 - 2005 - 2006 - 2007 - 2008 - 2009 - 2010 - 2022)
2. الأهلي طرابلس: مرتين (2000 - 2016)
3. التحدي: مرة واحدة (1997)
4. المحلة: مرة واحدة (1998)
5. المدينة: مرة واحدة (2001)
6. النصر: مرة واحدة (2018)

## وصلات خارجية
- سجل مباريات كأس السوبر الليبي - كووورة الموقع الرياضي العربي الأول